# Thorsten Heise

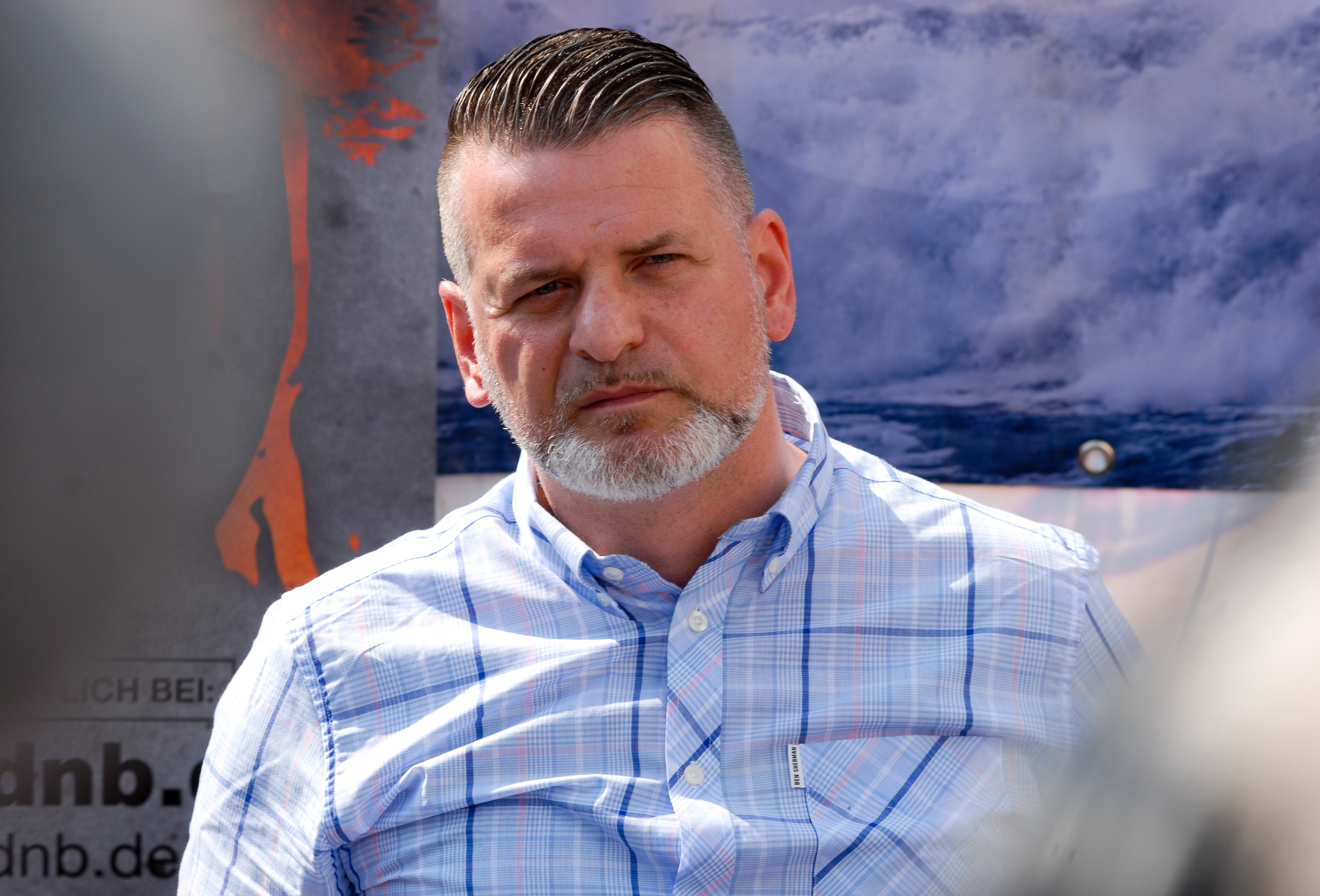
Thorsten Heise, 2018

Thorsten Heise (* 23. Juni 1969 in Northeim) ist ein deutscher militanter Neonazi, führender Aktivist der Freien Kameradschaftsszene und Mitglied im Bundesvorstand der Heimat (bis 2023 NPD). Nach 30 Jahren im Raum Göttingen wohnt er seit 1999 in Fretterode (Thüringen), im von ihm erworbenen, bis dahin als Pflege- und Altenheim genutzten Gutshaus. Vor dem Gutshaus befindet sich seit 2006 das Denkmal für die Waffen-SS, das zuvor in Marienfels (Rheinland-Pfalz) stand. Er ist Herausgeber der Zeitschrift Volk in Bewegung & Der Reichsbote. Von Februar 2017 bis November 2018 war er Landesvorsitzender der NPD Thüringen.

## Aktivitäten in rechtsextremen Organisationen und Parteien
Heise begann seine neonazistische Karriere in der Freiheitlichen Deutschen Arbeiterpartei (FAP), in der er schnell zu einem führenden Funktionär und Landesvorsitzenden der Partei in Niedersachsen aufstieg. Häufig trat und tritt er als Redner, zum Teil auch als Anmelder und Organisator bei Neonazi-Aufmärschen auf. Anfang der 1990er-Jahre war Heise laut des Bundesamtes für Verfassungsschutz zudem als „Kroatiensöldner“ aufseiten Kroatiens im Jugoslawienkrieg tätig.
Nach dem Verbot der FAP 1995 und seiner Haftentlassung 1997 gründete Heise die neonazistische „Kameradschaft Northeim“ und wurde ihr Anführer. Die „Kameradschaftsabende“ fanden in seinem Haus in Northeim statt. Im Dezember 1999 erwarb er das frühere Gutshaus der Herren von Hanstein in Fretterode im thüringischen Eichsfeld an der Grenze zu Niedersachsen und Hessen, das zum Zeitpunkt des Erwerbs als Pflege- und Altenheim genutzt worden war, und zog nach einer erneuten Haftentlassung im Oktober 2002 dorthin um. Anfänglich gab er vor, in dem Haus mit knapp 600 Quadratmetern Wohnfläche und einem Grundstück von 2.000 Quadratmetern ausschließlich wohnen zu wollen. Jedoch wurden schon nach kurzer Zeit dort Treffen der weiterhin von ihm geführten Kameradschaft Northeim und der neu gegründeten und ebenfalls von ihm geführten Kameradschaft Eichsfeld abgehalten.

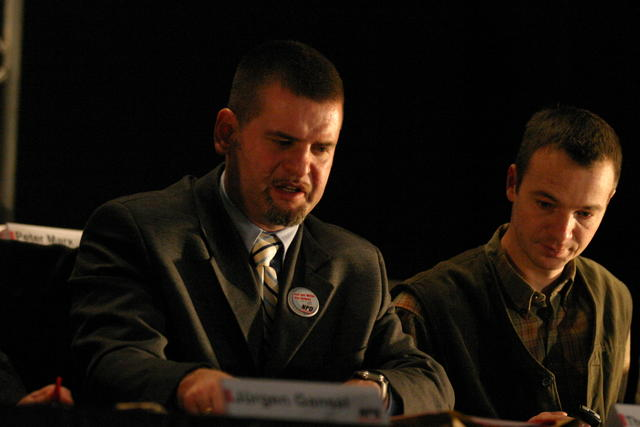
Heise neben Jörg Hähnel (re.) beim NPD-Bundesparteitag 2006

Seit etwa 2003 näherte sich Heise der NPD an und führte zahlreiche Gespräche mit den Parteispitzen Udo Voigt und Holger Apfel. Für das NPD-Verbotsverfahren war er zusammen mit 13 anderen Neonazis als Auskunftsperson vorgesehen. Im September 2004 trat er der Partei bei und wurde auf dem Bundesparteitag der NPD als Beisitzer in den Bundesvorstand gewählt. Heise gilt als Hauptverantwortlicher dafür, dass der 30. NPD-Bundesparteitag am 30./31. Oktober 2004 im Leinefelde im thüringischen Eichsfeld stattfand. Auf diesem Parteitag traten auch andere bundesweit aktive Kameradschaftsführer wie Ralph Tegethoff und Thomas Wulff („Steiner“) in die NPD ein. Damit wollten die prominenten Neonazis einen Beitrag zur Schaffung einer „Volksfront von Rechts“ leisten und als Mittler zwischen Partei und der militanten Kameradschaftsszene auftreten. Der NPD-Parteivorstand begrüßte den Beitritt der Neonazis mit einer Erklärung „Volksfront statt Gruppenegoismus“. Heise, Wulff und Tegethoff wurden zugleich als Kandidaten für den Bundesvorstand der Partei nominiert. Da letztere ihre Kandidatur zurückzogen, wurde Heise im ersten Wahldurchgang mit 64,7 Prozent der Stimmen in den Bundesvorstand als Beisitzer aufgenommen. Hier leitet er das „Referat Freie Kameradschaften“. Ab April 2005 gehörte er auch als Beisitzer dem Vorstand des Landesverbands der NPD Thüringen an.
Zur Bundestagswahl 2005 trat Heise für die NPD auf dem vierten Platz der Landesliste und als Direktkandidat im Wahlkreis Eichsfeld – Nordhausen – Unstrut-Hainich-Kreis I an. Er erzielte 3,3 % der Erststimmen.
Bei den Kommunalwahlen in Thüringen 2009 war Heise Spitzenkandidat der NPD im Landkreis Eichsfeld. Die NPD erhielt 3,3 % der Stimmen, womit Heise einen Sitz im Kreistag Eichsfeld errang. 2018 bewarb sich Heise als Kandidat zur Landratswahl im Landkreis Eichsfeld. Seine Bewerbung wurde jedoch vom Wahlausschuss abgelehnt, da es Anlass zu Zweifeln an Heises Verfassungstreue gab. Außerdem gab es formale Hindernisse, denn die NPD hatte die Ladungsfrist für die parteiinterne Wahlversammlung nicht eingehalten.
Zudem soll Heise Koordinator der Neonaziszene in Südafrika gewesen sein. Dort sollen militärische Trainings stattgefunden haben.
Berichten zufolge wurde er Mitglied der Pennalen Burschenschaft Chattia Friedberg zu Hamburg.
Wie die Rechercheplattform EXIF – Recherche & Analyse berichtet, soll Heise „Kristallisationsfigur und Spiritus Rector“ von Combat 18 sein.
In den sogenannten hessischen NSU-Akten (Abschlussbericht zur Aktenprüfung im Landesamt für Verfassungsschutz Hessen im Jahre 2012) erscheint sein Name in zahlreichen Zusammenhängen.
Kurz nachdem der rechtsextreme neuheidnische Verein Artgemeinschaft im September 2023 durch Bundesinnenministerin Nancy Faeser verboten worden und es zu bundesweiten Razzien gekommen war, erklärte Thorsten Heise in einer über Instagram verbreiteten Videobotschaft, dass sich die seit Jahren von ihm geführten Organisationen Arische Bruderschaft, Kameradschaft Northeim und Brigade 12 aufgelöst hätten. Grund für diese Selbstauflösungen war vermutlich die Angst vor weiteren Vereinsverboten.

## Verurteilungen wegen einschlägiger Straftaten
Heise ist mehrfach vorbestraft wegen schwerer Körperverletzung, Landfriedensbruchs, Nötigung und Volksverhetzung sowie Verwendens von Kennzeichen verfassungswidriger Organisationen. 1989 versuchte er einen libanesischen Flüchtling mit dem Auto zu überfahren. Zum anstehenden Prozess 1991 tauchte er unter, wurde jedoch kurz darauf in Berlin gefasst. 1990 führte er einen Angriff von 80 Neonazis auf das Jugendzentrum Innenstadt (JUZI) in Göttingen an. Nachdem er 1994 Schüler auf einer Abiturfeier mit einer Gaspistole beschossen hatte, wurde er zu einer achtmonatigen Haftstrafe verurteilt. Hinzu kommen Verstöße gegen das Versammlungsgesetz wie z. B. 1996 eine Geldstrafe in Höhe von 2.700 DM, da er beim „Rudolf-Heß-Gedenkmarsch“ im August 1993 in einer verbotenen Uniform auftrat. 2000 musste er erneut für eineinhalb Jahre ins Gefängnis, weil er 1997 anlässlich einer „Vatertagstour“ Polizeibeamte tätlich angegriffen hatte. Im Februar 2006 wurde er zu einem Jahr Freiheitsstrafe auf Bewährung verurteilt. Bisher war Heise wegen schwerer Körperverletzung, Nötigung und Landfriedensbruchs vorbestraft. Im Juli 2007 wurde er vom Landgericht Mühlhausen erneut zu sechs Monaten Haft auf Bewährung wegen Volksverhetzung verurteilt. Im Oktober 2007 durchsuchten etwa 100 Polizisten die Räume von Heise und zwei weiteren NPD-Mitgliedern, wegen Herstellung und Verbreitung rechtsextremer Musik. Im Mai 2008 wurden durch das Oberlandesgericht Braunschweig zwei Fälle von Volksverhetzung bestätigt.
Nachdem er bereits im Dezember 2007 erstinstanzlich verurteilt worden war, erging die Verurteilung im August 2008 aufgrund einer Volksverhetzung wegen des Vertriebs von CDs, die „zu Hass gegen bestimmte Volksgruppen“ aufstacheln. Der Richter sagte, es seien „schlimme, widerliche Texte“, und Heise sei „unbelehrbar“. Die Strafe betrug elf Monate Haft auf Bewährung, zweihundert Sozialstunden Arbeit und 15.000 € Geldstrafe, die er mit den CDs verdient haben soll. Dies ist seine insgesamt zwölfte Verurteilung.

## Aktivitäten in der rechtsextremen Musikszene
Außerdem ist Heise seit längerer Zeit in der rechtsextremen Musikszene aktiv. Er ist Veranstalter zahlreicher Neonazi-Konzerte mit bis zu 1.000 Teilnehmern. In Northeim betrieb er seit Dezember 1998 einen „Großhandel für Bild- und Tonträger, Geschenkartikel, Militärbekleidung und -schuhe, Campingartikel“. Nach seiner Übersiedlung in das thüringische Fretterode gründete Heise den rechtsextremen Versand und das Label „WB Records“ bzw. „WB Versand“ („Witwe Bolte“-Versand). Hier werden in erster Linie Bands vertrieben, die dem in Deutschland verbotenen „Blood and Honour“-Netzwerk angehören oder nahestehen. Besonders enge Verbindungen pflegt Heise zu Bands und „Blood and Honour“-Aktivisten aus Skandinavien. 2003 geriet Heise ins Visier der thüringischen Justiz. Ermittler hatten am Frankfurter Flughafen eine Sendung von rund 5.000 CDs mit volksverhetzendem Inhalt aus Thailand abgefangen. Heise soll nach Auskunft der Ermittlungsbehörde der Besteller der Lieferung gewesen sein. Bei einer gleichzeitig verlaufenden Razzia wurden im Frühjahr 2003 auf dem Grundstück Heises die entsprechenden Bestellunterlagen und darüber hinaus Waffen und Munition gefunden. Schon ein Jahr zuvor wurden bei ihm mehrere tausend CDs mit volksverhetzenden Texten beschlagnahmt, die ebenfalls in Thailand produziert worden waren. Offiziell ist der Handel in Fretterode als „Großhandel für Bild- und Tonträger, Geschenkartikel und Militärbekleidung“ angemeldet.
Andere für den WB-Versand produzierte Tonträger wurden aufgrund ihres rassistischen und volksverhetzenden Inhaltes in Deutschland von der Bundesprüfstelle für jugendgefährdende Medien indiziert. Heise gehört zu den Drahtziehern des Projekt Schulhof-CD, bei dem 50.000 CDs mit Rechtsrock und Neonazi-Propaganda bundesweit kostenlos in der Nähe von Schulhöfen und Jugendeinrichtungen unter Jugendlichen und Kindern verteilt werden sollten. Er unterstützte die Neonazi-Großveranstaltungen in Thüringen wie das Fest der Völker in Jena oder Rock für Deutschland in Gera als Sponsor und betrieb jeweils eigene Stände mit seinem Versand. Das Konzept des Festivals übernahm Heise für den so genannten „Eichsfelder Heimattag“.
Bei einer erneuten Razzia auf seinem Anwesen im Oktober 2007 fanden die Ermittler neben Tonträgern mit verbotenen rechtsextremen Inhalten auch eine Maschinenpistole, ein Maschinengewehr und eine Pistole. Aus diesem Grund wurde seinem Verfahren der Vorwurf des Verstoßes gegen das Kriegswaffenkontrollgesetz hinzugefügt. Gleichzeitig leitete die Staatsanwaltschaft Frankfurt am Main Ermittlungen gegen Heise als mutmaßlichen Urheber der CD Geheime Reichssache der Neonazi-Band Kommando Freisler ein.
Heise war Organisator des „Schild und Schwert“-Festivals am 20./21. April 2018 und am 2./3. November 2018 im ostsächsischen Ostritz. Zu diesem Szenetreffen an der deutsch-polnischen Grenze kamen etwa 1.000 rechtsextreme Teilnehmer.
Auch am 21. Juni 2019 organisierte er diese Veranstaltung wieder.

## Das Denkmal für die Waffen-SS in Marienfels
Anfang 2006 geriet Heise erneut überregional in die Schlagzeilen, als bekannt wurde, dass er auf seinem Privatgrundstück in Fretterode das 1971 errichtete und 2004 von Unbekannten zerstörte Ehrenmal aus Marienfels für die „1. SS-Panzer-Division Leibstandarte SS Adolf Hitler“ und die „12. SS-Panzer-Division ‚Hitlerjugend‘“ wiedererrichten möchte. Nach Angaben des Verfassungsschutzes ist das Vorhaben bereits im Juni erfolgreich abgeschlossen worden.

## NSU-Unterstützung
Nach einer Vernehmung durch das BKA im Dezember 2012 steht Heise auf einer Liste „mit nachgewiesenen Kontakten zu Tätern oder Beschuldigten“ im NSU-Prozess. So wurden bei Heise während einer Hausdurchsuchung einschlägige Adressbücher, Tonbänder und eine E-Mail-Adresse des Ku-Klux-Klan-Mitglieds Thomas Richter gefunden.

## Kontakt mit Björn Höcke
Seit etwa 2008 ist Heise gut bekannt mit dem im sechs Kilometer entfernten Bornhagen wohnenden Björn Höcke. Nachdem ihm 2015 vorgeworfen worden war, unter dem Pseudonym „Landolf Ladig“ zu Heises Zeitschrift Volk in Bewegung & Der Reichsbote beigetragen zu haben, bestritt der heutige Thüringer Landesvorsitzende der Alternative für Deutschland zwar, jemals für NPD-Blätter geschrieben zu haben, weigerte sich jedoch, darüber eine Versicherung an Eides statt abzugeben, wie sie der AfD-Bundesvorstand gefordert hatte. Auch Heise selbst dementierte Höckes Identität mit „Ladig“ und bestätigte nur spätere gelegentliche Kontakte mit Höcke. 2018 beeideten zwei Bornhagener Bürger, Heise habe Höcke mehrfach zu Hause besucht und ihm beim Umzug geholfen.